# Sveriges folk- och bostadsräkning 1975
Sveriges folk- och bostadsräkning 1975 var den sextonde folkräkningen i Sverige sedan grundandet av Statistiska centralbyrån. Folkräkningen registrerade 8 208 544 invånare, varav 4 081 820 män och 4 126 724 kvinnor.